# Pedro Luis Ferrer
Pedro Luis Ferrer Montes (* 17. September 1952 in Yaguajay, Sancti Spíritus, Kuba) ist ein kubanischer Chansonist und neben Silvio Rodríguez und Pablo Milanés einer der wichtigsten Vertreter der kubanischen Nueva Trova.
Geboren 1952 in Yaguajay in der damaligen Provinz Las Villas zog Pedro Luis Ferrer 1965 nach Havanna, wo er als Autodidakt die ersten musikalischen Schritte wagte. 1970 wurde er zum professionellen Musiker. Seine Musik basiert auf den klassischen Stilen des Guaracha, vermengt mit neueren kubanischen Stilen zur neuen Trova. Mitte der 1970er Jahre nahm er seine erste Platte Pedro Luis Ferrer auf. Es folgten Auftritte in verschiedenen Ländern, wie Polen, der DDR, den skandinavischen Ländern und auch den USA.
Mit seinen sozialkritischen und teils satirischen Texten, welche die schwierige Situation der kubanischen Bevölkerung sowie die Diskriminierung politischer und sozialer Minderheiten nachzeichnen, zog sich Ferrer jedoch den Ärger der kubanischen Regierung zu. Prominentes Beispiel hierfür ist das Lied 100% kubanisch aus dem Jahre 1992, das eine Parodie auf die auf zahllosen Plakaten zu findende gleichlautende Regierungsparole darstellt, jedoch die gesellschaftliche Realität der gerade beginnenden Periodo especial widerspiegelt. Sein stetes Bemühen um soziale Gerechtigkeit brachte ihm letztendlich ein Auftrittsverbot in Kuba ein. Im Oktober 2022 trat er mit einer öffentlichen Erklärung auf seinem Facebook-Profil aus dem kubanischen Schriftstellerverband UNEAC aus. Diese Entscheidung traf er nach einem offenen Brief seitens der Organisation, in dem diese nach den massiven Protesten in Kuba, wo danach zahlreiche friedliche Teilnehmer zu teils jahrzehntelangen Haftstrafen verurteilt wurden, die Existenz von Repression in Lande leugnete.
Ferrers lebt heute in Spanien, hält sich aber auch häufig bei Teilen seiner Familie in Miami auf. Er besitzt ebenfalls das permanente Aufenthaltsrecht für die USA. Seine Tochter Lena (* 1981) dient ihm als Gesangspartnerin und Kompositorin. Seit sie 13 Jahre alt ist, spielt sie mit ihm zusammen.
Die Band besteht aus folgenden Mitgliedern:
- Pedro Luis Ferrer: Gesang, Gitarre, Tres
- Lena Ferrer Álvarez: Cajón, Gesang, Perkussion
- Raul Ferrer: Gesang, Gitarre, Perkussion

## Diskografie (Auswahl)
- Pedro Luis Ferrer
- Rústico (2005)
- Natural (2006)
- Tangible (2011)
- Final (2014)